# Aulacocalyx mapiana
Aulacocalyx mapiana är en måreväxtart som beskrevs av Bonaventure Sonké och Diane Mary Bridson. Aulacocalyx mapiana ingår i släktet Aulacocalyx och familjen måreväxter.
Artens utbredningsområde är Kamerun. Inga underarter finns listade i Catalogue of Life.